# Emly
Emly, Emlybeg (em irlandês:  Imleach Iubhair, significando "fronteira do lago de teixos") ou O Marisma (em inglês:  The Marsh) é uma vila no Condado de Tipperary. É uma paróquia civil do baronado histórico de Clanwilliam, e uma paróquia eclesiástica da Arquidiocese de Cashel e Emly.
É situada na Rua Regional R515, que vai de Tipperary a Abbeyfeale, e fica 14 quilômetros a oeste de Tipperary. No Censo de 2016, a cidade tinha uma população de 302, e a paróquia, que inclui o entorno rural, cerca de mil. Segundo o mesmo censo, 43,3% da população sabia falar irlandês.

## História
Emly é um dos mais antigos centros de cristianismo na Irlanda, visto que Santo Albeu pregou na região antes de São Patrício, apóstolo nacional, chegar à ilha. Albeu é associado com a fundação de um mosteiro na cidade, que permaneceu uma catedral até o século XVI. A região de Emly foi antes conhecida como Medón Mairtine, visto que foi a capital dos Mairtine, uma tribo iverna. Após a tribo aparentemente desaparecer da região, os poderosos Eóganachta passaram a usar o sítio como sua igreja principal.
Emly foi estabelecida como sé episcopal em 1118 pelo Sínodo de Ráth Breasail, mas fundida em 1715 com a Arquidiocese de Cashel, sua antiga sé metropolitana, tornando-se a Arquidiocese de Cashel e Emly. Na Igreja da Irlanda, a sé foi fundida à Diocese de Limerick e Killaloe.
A grande Igreja de Santo Albeu foi construída na década de 1880, suplantando a igreja mais antiga, hoje usada como hall do vilarejo.
 A igreja contém dois vitrais, desenhados por Sarah Purser no estúdio de An Túr Gloine.